# 平行記号
平行記号（へいこうきごう）は幾何学において使用される記号で、平行記号の前後の線あるいは面などが平行であることを示す。日本では一般に「//」の形で表記するが、欧米では「||」の形で表記することが多い。

## 概要
平行である二本の線を模して、平行記号となった。
平行記号の前後には直線、線分、面のいずれかが来ることがほとんどである。4次元以上を扱うときには空間などを入れることもある。

### 使用例
```
AB 
∥
 CD
```

```
面A 
∥
 面B
```

## 平行の否定
平行の否定を表す記号は「∦」である。日本では一般に「//」に「＼」を重ねた図形で表記されるが、欧米では「||」に「／」を重ねた図形で表記する。

### 使用例
```
AB 
∦
 CD
```

## その他の用法
- 並列回路の合成抵抗の演算子として使われることがある。

{\displaystyle R_{1}//R_{2}={\frac {R_{1}R_{2}}{R_{1}+R_{2}}}}

## 文字コードにおける問題
MicrosoftはShift_JISにおけるJIS X 0208の双柱(1-34)のUnicodeでのマッピングに、誤って平行記号を与えてしまった。そのため、Unicodeを介して正しいJISのコードと変換するときに文字化けが発生するため、この文字は機種依存文字として扱われることがある。
2000年にJIS X 0213でこの平行記号が1-2-52に規定され、「//」の字形で定義された為、Microsoft Windows Vistaの標準フォントでは平行の記号を「//」の字形とした。
上記により、Windows VistaではShift_JISで表記された双柱の文字が「//」で表示されてしまうという事態が発生することがある。
この現象は、Microsoft Windows XPなどでJIS2004対応フォントのインストールを行ったときにも発生する。

## 符号位置
| 記号 | Unicode | JIS X 0213 | 文字参照         | 名称       |
| ---- | ------- | ---------- | ---------------- | ---------- |
| ∥    | U+2225  | 1-2-52     | &#x2225; &#8741; | 平行       |
| ∦    | U+2226  | 1-2-53     | &#x2226; &#8742; | 平行の否定 |